# ستانلي (الإسكندرية)

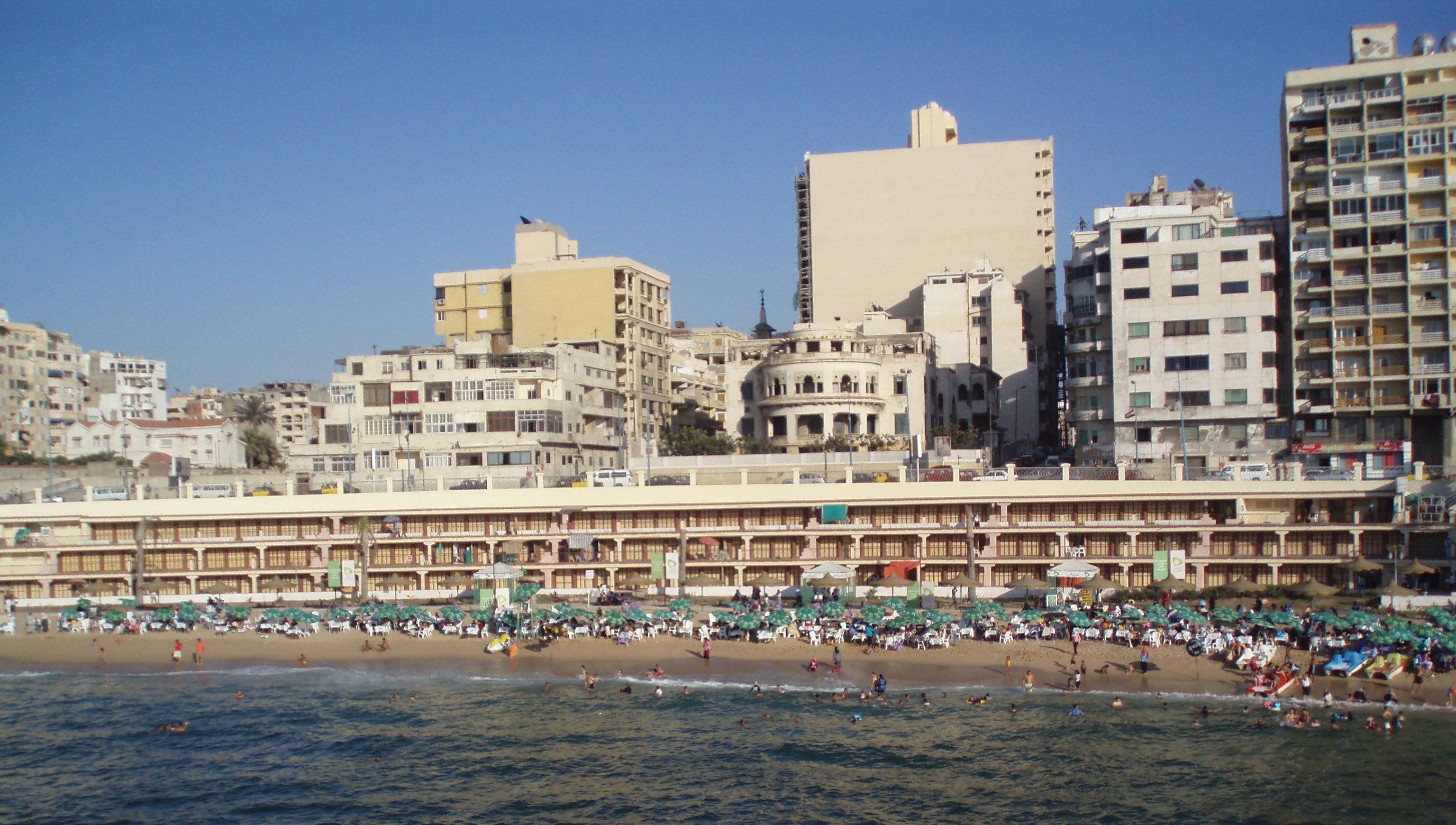
شاطئ ستانلي حديثا

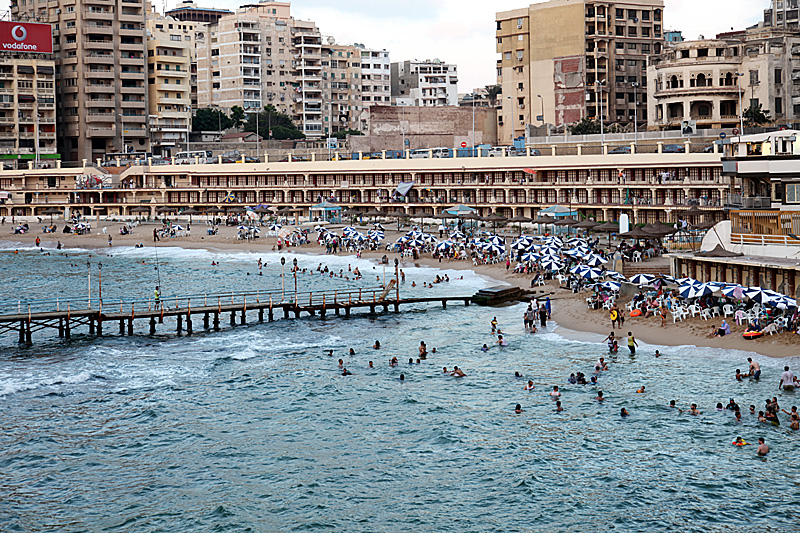
شاطئ ستانلي

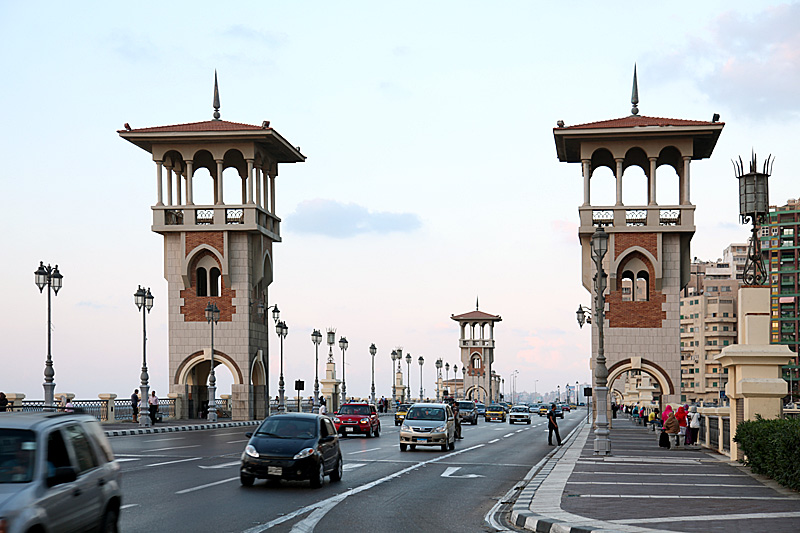
كوبري ستانلي.

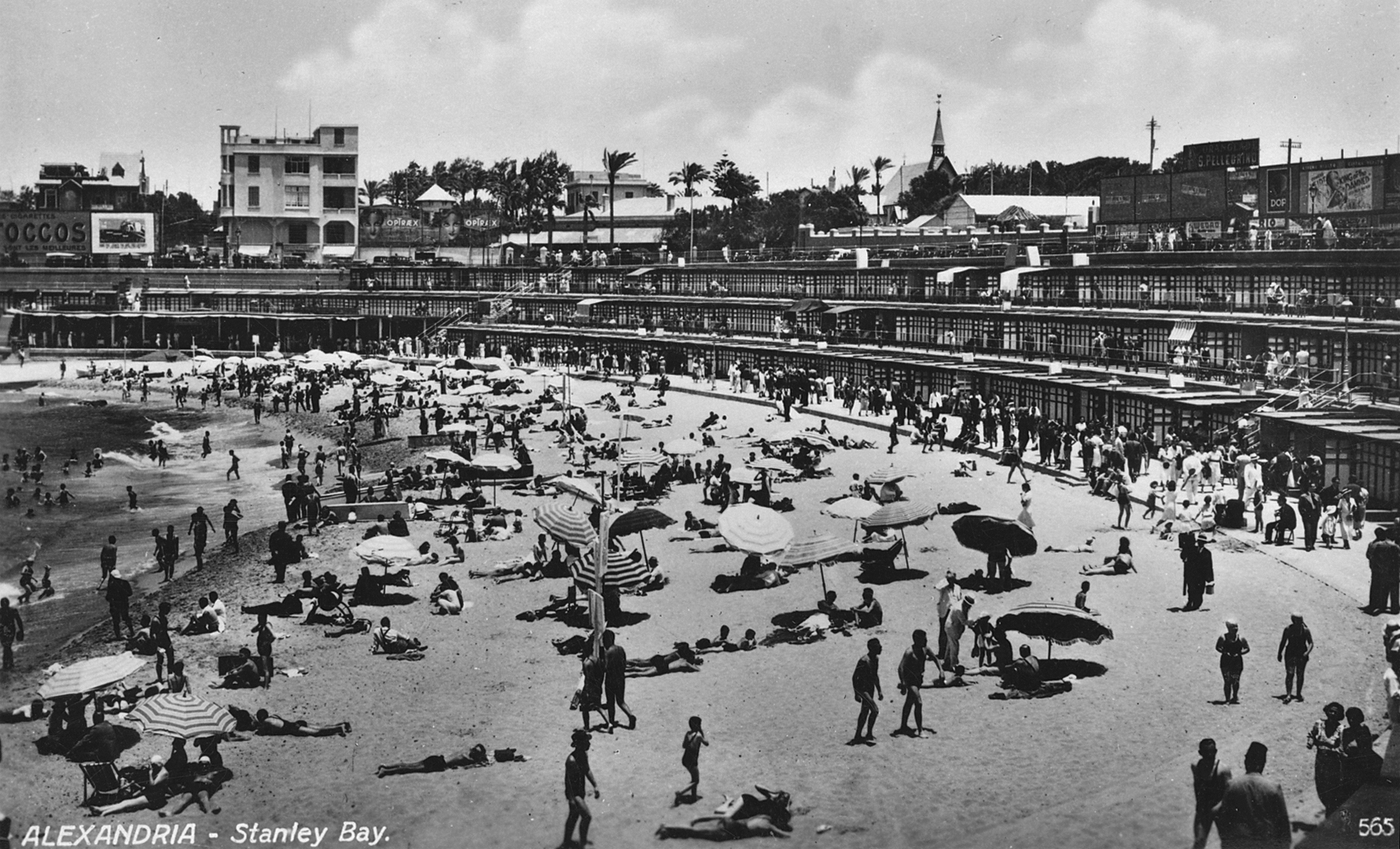
شاطئ ستانلي سنة 1942

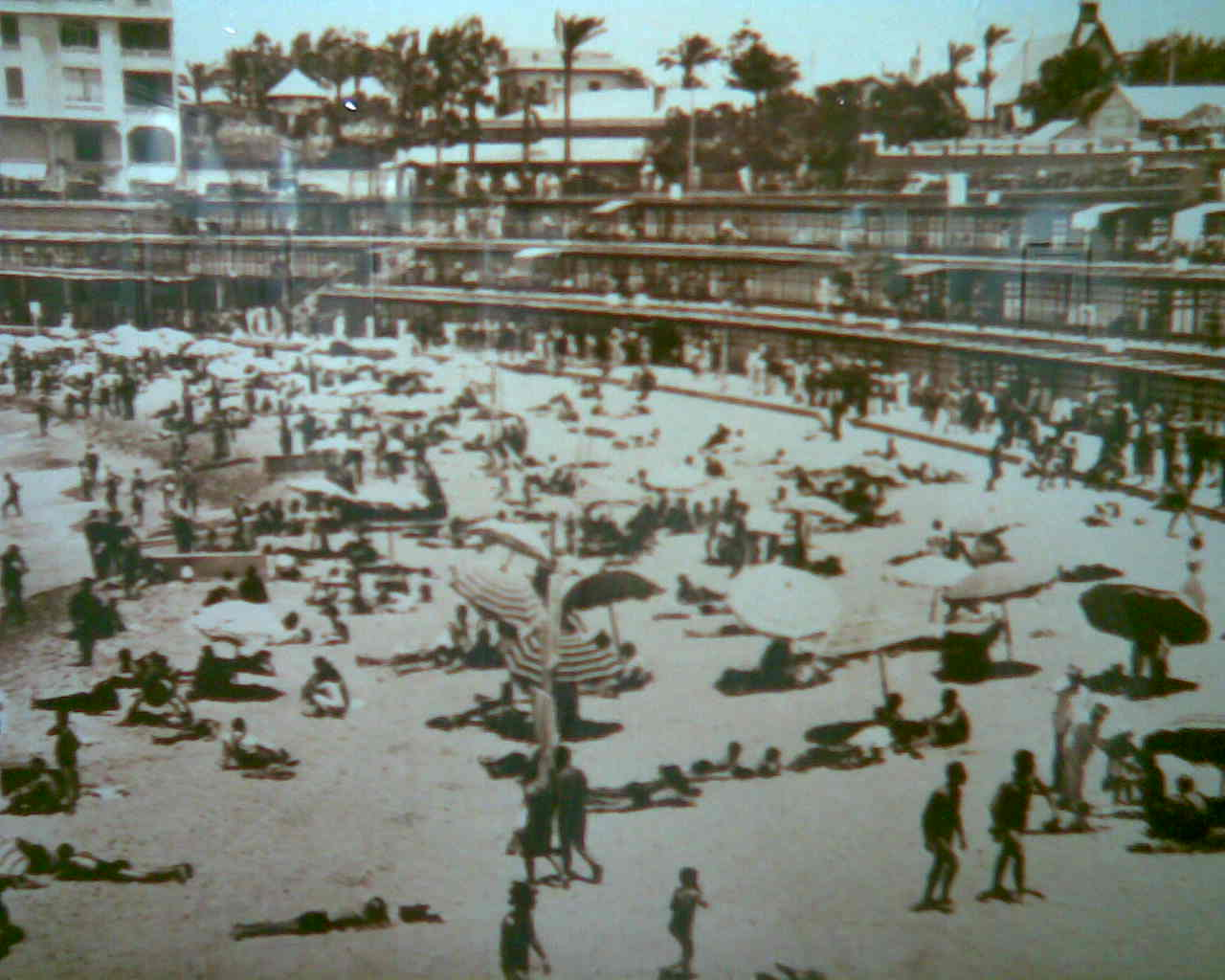
شاطئ ستانلي سنة 1950

ستانلي منطقة سياحية في حي شرق على شاطئ البحر المتوسط بمدينة الإسكندرية في مصر.
و تتميز بشاطئها الشهير وكبائنها المدرجة إضافة إلى كوبري ستانلي المار بين طرفي خليج في الشاطئ. منطقة ستانلي تقع بجوار منطقة سابا باشا في المدينة.كما يوجد مكان أسفل الكوبري للسبوت بلعربيات